# Kościół św. Mikołaja w Grzegorzewie
Kościół Świętego Mikołaja w Grzegorzewie – rzymskokatolicki kościół parafialny we wsi Grzegorzew. Należy do dekanatu kolskiego. Mieści się przy Placu Kościelnym.
Obecna świątynia została wybudowana na miejscu poprzedniej w 1777 roku, a została rozbudowana w latach 1885–1888 poprzez dodanie wieży. Jest to świątynia drewniana, posiada konstrukcję zrębową, z zewnątrz jest oszalowana i pokryta gontem. Wyposażenie kościoła to pięć ołtarzy barokowych, konfesjonał rokokowy i rzeźby barokowe. Okucia drzwi zostały wykonane w XVIII stuleciu, a późnogotycka chrzcielnica w formie kielicha z bogatymi płaskorzeźbami pochodzi z początku XVI wieku. W ogrodzeniu kościoła jest umieszczona kapliczka z ludową rzeźbą św. Benona.

## Historia
Kościół św. Mikołaja jest drugą lub trzecią świątynią wzniesioną w tym samym miejscu. Pierwszy kościół (a właściwie kaplica) miał zostać wybudowany za czasów arcybiskupa Zbigniewa Oleśnickiego (1481–1493), po pożarze, w którym zniszczona została poprzednia świątynia pod wezwaniem pw. św. Piotra i Pawła. Z 1608 roku pochodzi najstarszy opis grzegorzewskiego kościoła, według którego był to kościół drewniany, ale istniała przy nim murowana zakrystia, która najprawdopodobniej przetrwała do dzisiaj. Kolejne opisy kościoła pochodzą z 1759 i 1765, nie jest jednak pewne, czy opisany jest w nich ten sam kościół co w 1608 roku, wydaje się to jednak wysoce prawdopodobne.
W 1765 roku kościół składał się z nawy i prezbiterium, do którego przylegała murowana zakrystia. Świątynia była wówczas w złym stanie – podłoga zbutwiała z wilgoci, dach przeciekał, a cała konstrukcja była uszkodzona. Na przełomie 1776 i 1777 roku miała miejsce rozbiórka dotychczasowego kościoła (nie rozebrano zakrystii) oraz budowa nowego, który przetrwał do czasów współczesnych. Kościół został wybudowany z drewna sosnowego, w konstrukcji zrębowej, jako budowla jednonawowa i z niższym prezbiterium. Oprócz tego do kościoła dodano dwie kaplice, po północnej i południowej stronie nawy, w wyniku czego powstał transept Zakrystia była przykryta sklepieniem kolebkowym z lunetami, natomiast na wszystkich częściach kościoła wybudowano dachy dwuspadowe kryte gontami. Na kalenicy wybudowano pokrytą blachą sygnaturkę.
W latach 1885–1887 do kościoła dodano część zachodnią kościoła z chórem i wieżą. Poza tym odrestaurowano także resztę budowli, podzielono również dotychczasową nawę na trzy części, a w prezbiterium i fragmencie nawy zastosowano sklepienia kolebkowe.
W 1899 roku przy kościele wzniesiono nową plebanię. W okresie okupacji niemieckiej kościół wykorzystywany był jako noclegownia dla przesiedlanych do Kraju Warty Niemców ze wschodu. Po II wojnie światowej przy kościele powstała kamienna kaplica (nawiązująca do groty z Lourdes) oraz drewniana dzwonnica. Kościół był remontowany w 1928, po 1945, w 1959, 1963–1966, 1971 oraz w latach 2000–2002. W latach 1991–1933 przeprowadzono konserwację ołtarza głównego.
W 1995 roku grzegorzewska parafia otrzymała nagrodę Ministerstwa Kultury i Sztuki w konkursie na „najlepszego użytkownika obiektu zabytkowego”.

## Architektura i wyposażenie
Wyposażenie kościoła składa się z elementów pochodzących z okresu od XVI do XX wieku. W kościele znajdują się m.in. zabytkowe drzwi drewniane z okuciami, istniejące w kościele jeszcze przed 1885 rokiem.

### Ołtarz główny
Neobarokowy ołtarz główny powstał w 1885 roku, wykorzystano w nim jednak również stare figury i ornamenty. Ołtarz zbudowany jest z nastawy, wspartej dwustrefowym cokołem oraz podzielonej parami kolumn korynckich, a na skrajach także pilastrami. Ołtarz zwieńczony jest wolutą. Polichromia ołtarza imituje marmur, a detale zaakcentowane są złoceniami.
Na wysokości cokołów i baz środkowych kolumn umieszczone są dwie figury aniołków, pochodzące najprawdopodobniej z I połowy XVII wieku. Około 1680 roku powstały także umieszczone na konsolach figury św. Wojciecha i św. Stanisława, figury aniołów na gzymsie oraz dwa putta, wykonane przez Jana Garlickiego. Z początku XVIII wieku pochodzą figury św. Rocha i niezidentyfikowanego świętego umieszczone na gzymsie. Oprócz tego na ołtarzu umieszczono również figurę Boga Ojca oraz dwa putta, pochodzące z II połowy XVIII wieku.
W ołtarzu umieszczono także trzy obrazy, wykonane najprawdopodobniej w latach 80. XIX wieku. W polu głównym umieszczona jest kopia obrazu Guido Reniego z 1642 roku, przedstawiającego wniebowzięcie Najświętszej Maryi Panny. Na zasuwie znajduje się obraz przedstawiający św. Mikołaja, a w zwieńczeniu obraz przedstawiając św. Piotra i Pawła oraz gołębicę, symbolizującą Ducha Świętego.
Na lewo od ołtarza głównego znajduje się także obraz Matki Boskiej Różańcowej, namalowany w 1869 roku przez Augusta Strungego z Warszawy.

### Ołtarze w kaplicach
Bliźniacze ołtarze w kaplicach powstały wraz z ołtarzem głównym w 1885 roku, podobnie jak w ołtarzu głównym wykorzystano w nich również elementy z dawnych ołtarzy (głównie z II połowy XVIII wieku). W ołtarzu w kaplicy południowej umieszczono kopię obrazu Matki Boskiej Nieustającej Pomocy. Na zasuwie umieszczono obraz przedstawiający św. Józefa z Nazaretu, a w zwieńczeniu wizerunek św. Rocha. Wszystkie obrazy są dziełem tego samego autora, który namalował obrazy umieszczone w ołtarzu głównym i pochodzą z końca XIX wieku.
W ołtarzu w kaplicy północnej umieszczono wizerunek bł. Bogumiła z Dobrowa, namalowany w latach 60. XX wieku przez Z. Wysocką z Londynu, poświęconego przez papieża Pawła VI i przywieziony do Grzegorzewa przez biskupa Antoniego Pawłowskiego. Oprócz tego na obrazie znajduje się widok Kaplicy Błogosławionego Bogumiła w Dobrowie, a w górnej części obrazu przedstawiony jest papież Grzegorz VII, błogosławiący Bolesława Śmiałego. W zwieńczeniu północnego ołtarza znajduje się obraz przedstawiający Przemienienie Pańskie, powstały na przełomie XIX i XX wieku, inspirowany obrazem Rafaela Santi.

### Ołtarze boczne
W 1904 roku w części zachodniej kościoła wybudowano dwa bliźniacze ołtarze, nawiązujące do baroku. Prawdopodobnie również w nich wykorzystano elementy ze starszych ołtarzy (m.in. ornamenty z początku XVIII wieku). W głównym polu ołtarza północnego znajduje się ozdobiona metalową sukienką i koronami hodegetria z I połowy XVIII wieku. Na zasuwie umieszczono pochodzący z 1904 roku obraz przedstawiający Przemienienie Pańskie, będący dziełem Jana Grotta z Częstochowy. W ołtarzu południowym umieszczono kolejny wizerunek św. Rocha, również autorstwa Jana Grotta. Na zasuwie znajduje się natomiast ołtarz przedstawiający wizję św. Antoniego Padewskiego, pochodzący z przełomu XIX i XX wieku. W górnej części tego ołtarza umieszczono wizerunek św. Stanisława.

### Inne elementy wyposażenia
W kościele znajdują się dwie chrzcielnice, pochodzące sprzed 1608 oraz z 1780 roku. Oprócz tego w kościele zachował się konfesjonał z 1789 roku oraz ambona z 1885 roku. Organy w kościele pochodzą z 1927 roku i wykonane były w Salzburgu.